# Reprezentacja Saary w piłce nożnej mężczyzn
Reprezentacja Saary w piłce nożnej mężczyzn (niem. Saarländische Fußballnationalmannschaft) – była narodowa reprezentacja Protektoratu Saary, istniejąca w latach 1950–1956.
21 lipca 1948 roku powstał Saarländischer Fußballverband (SFB), który organizował rozgrywki ligowe w tym francuskim protektoracie. Reprezentację po raz pierwszy powołano w 1950 r. Pierwszy mecz rozegrała z reprezentacją B Szwajcarii. Pierwszym trenerem został Auguste Jordan. Drużyna brała udział w kwalifikacjach do Mistrzostw Świata w 1954 r. Łącznie w latach 1950–1956 rozegrała 19 meczów.
Okres funkcjonowania suwerennego protektoratu Saary zakończył się oficjalnie 1 stycznia 1957. W rezultacie SFB stracił status członka FIFA i zespół nie mógł już rozgrywać oficjalnych meczów, ani brać udziału w eliminacjach do Mistrzostw Świata i Europy.

## Mecze
Pierwszy mecz reprezentacja Saary rozegrała 22 listopada 1950 w Saarbrücken na Stadion Kieselhumes ze Szwajcarią B odnosząc zwycięstwo 5:3. Gole dla Saary strzelali Herbert Martin, Erich Leibenguth (po 2) i Karl Berg. Ostatnie spotkanie rozegrała 6 czerwca 1956 w Amsterdamie na Olympisch Stadion przeciw Holandii, przegrywając 3:2. Łącznie reprezentacja w latach 1950–1956 rozegrała 19 meczów, w tym 10 przeciw reprezentacjom „B”, odnosząc przy tym 6 zwycięstw, 3 remisy i 10 porażek.

## Udział w turniejach międzynarodowych
Reprezentacja Saary nigdy nie uczestniczyła w mistrzostwa Europy, mistrzostwa świata, ani igrzyskach olimpijskich. Zagrała jedynie w kwalifikacjach do Mistrzostw Świata w Piłce Nożnej 1954, w których po dwóch porażkach z reprezentacją Niemiec Zachodnich oraz zwycięstwie i remisie z Norwegią zajęła 2. miejsce w grupie 1, które nie dawało awansu na MŚ w Szwajcarii. 
| Mistrzostwa świata | Mistrzostwa świata      | Mistrzostwa świata      | Mistrzostwa świata      | Mistrzostwa świata      | Mistrzostwa świata      | Mistrzostwa świata      | Mistrzostwa świata      | Mistrzostwa świata      | . | Kwalifikacje do mistrzostw świata | Kwalifikacje do mistrzostw świata | Kwalifikacje do mistrzostw świata | Kwalifikacje do mistrzostw świata | Kwalifikacje do mistrzostw świata | Kwalifikacje do mistrzostw świata |
| Rok                | Runda                   | Pozycja                 | M                       | W                       | R                       | P                       | GZ                      | GS                      | . | M                                 | W                                 | R                                 | P                                 | GZ                                | GS                                |
| ------------------ | ----------------------- | ----------------------- | ----------------------- | ----------------------- | ----------------------- | ----------------------- | ----------------------- | ----------------------- | - | --------------------------------- | --------------------------------- | --------------------------------- | --------------------------------- | --------------------------------- | --------------------------------- |
| 1930–1938          | Nie istniała            | Nie istniała            | Nie istniała            | Nie istniała            | Nie istniała            | Nie istniała            | Nie istniała            | Nie istniała            | . | –                                 | –                                 | –                                 | –                                 | –                                 | –                                 |
| 1950               | Nie brała udziału       | Nie brała udziału       | Nie brała udziału       | Nie brała udziału       | Nie brała udziału       | Nie brała udziału       | Nie brała udziału       | Nie brała udziału       | . | –                                 | –                                 | –                                 | –                                 | –                                 | –                                 |
| 1954               | Nie zakwalifikowała się | Nie zakwalifikowała się | Nie zakwalifikowała się | Nie zakwalifikowała się | Nie zakwalifikowała się | Nie zakwalifikowała się | Nie zakwalifikowała się | Nie zakwalifikowała się | . | 4                                 | 1                                 | 1                                 | 2                                 | 4                                 | 8                                 |
| od 1958            | Nie istnieje            | Nie istnieje            | Nie istnieje            | Nie istnieje            | Nie istnieje            | Nie istnieje            | Nie istnieje            | Nie istnieje            | . | –                                 | –                                 | –                                 | –                                 | –                                 | –                                 |
| Razem              | Brak udziału w MŚ       | Brak udziału w MŚ       | Brak udziału w MŚ       | Brak udziału w MŚ       | Brak udziału w MŚ       | Brak udziału w MŚ       | Brak udziału w MŚ       | Brak udziału w MŚ       | . | 4                                 | 1                                 | 1                                 | 2                                 | 4                                 | 8                                 |

## Selekcjonerzy
| Selekcjoner    | Okres             | Okres                | Statystyki | Statystyki | Statystyki | Statystyki | Statystyki | Statystyki | Statystyki | Źr.   |
| Selekcjoner    | Pierwszy mecz     | Ostatni mecz         | M          | W          | R          | P          | GZ         | GS         | W %        | Źr.   |
| -------------- | ----------------- | -------------------- | ---------- | ---------- | ---------- | ---------- | ---------- | ---------- | ---------- | ----- |
| Auguste Jordan | 22 listopada 1950 | 14 października 1951 | 4          | 3          | 0          | 1          | 14         | 11         | 75,0       | [ 5 ] |
| Helmut Schön   | 20 kwietnia 1952  | 6 czerwca 1956       | 15         | 3          | 3          | 9          | 22         | 43         | 20,0       | [ 6 ] |
| Razem          | Razem             | Razem                | 19         | 6          | 3          | 10         | 36         | 54         | 31,6       | —     |

## Zawodnicy
Najwięcej meczów w Reprezentacji Saary rozegrał Waldemar Philippi, który wystąpił w 18 z 19 meczów kadry. Najwięcej bramek, po 6, zdobyli Herbert Binkert i Herbert Martin. Czterech reprezentantów Saary zagrało także w reprezentacji Niemiec: Franz Immig (w 1939), Heinz Vollmar (1956–1961), Gerhard Siedl (1957–1959) i Karl Ringel (1958).
| M. | Zawodnik          | Liczba meczów | Liczba bramek |
| -- | ----------------- | ------------- | ------------- |
| 1  | Waldemar Philippi | 18            | 0             |
| 2  | Herbert Martin    | 17            | 6             |
| 3  | Gerhard Siedl     | 16            | 4             |
| 4  | Erwin Strempel    | 14            | 0             |
| 5  | Herbert Binkert   | 12            | 6             |
| 5  | Theodor Puff      | 12            | 0             |
| 7  | Nikolaus Biewer   | 11            | 0             |
| 8  | Kurt Clemens      | 10            | 0             |
| 8  | Albert Keck       | 10            | 0             |
| 8  | Peter Momber      | 10            | 1             |

| M. | Zawodnik              | Liczba bramek | Liczba meczów |
| -- | --------------------- | ------------- | ------------- |
| 1  | Herbert Binkert       | 6             | 12            |
| 1  | Herbert Martin        | 6             | 17            |
| 3  | Erich Leibenguth      | 5             | 5             |
| 4  | Gerhard Siedl         | 4             | 16            |
| 4  | Heinz Vollmar         | 4             | 4             |
| 6  | Fritz Altmeyer        | 3             | 6             |
| 7  | Karl Berg             | 1             | 9             |
| 7  | Werner Emser          | 1             | 3             |
| 7  | Ewald Follmann        | 1             | 3             |
| 7  | Peter Krieger         | 1             | 4             |
| 7  | Peter Momber          | 1             | 10            |
| 7  | Robert Niederkirchner | 1             | 1             |
| 7  | Werner Otto           | 1             | 6             |
| 7  | Karl Ringel           | 1             | 2             |